# رايموند ماريانو
رايموند ماريانو (بالإنجليزية: Raymond Mariano)‏ هو سياسي أمريكي، ولد في 23 سبتمبر 1950 في ورسستر في الولايات المتحدة. حزبياً، نشط في الحزب الديمقراطي.